# Пробойновка
Пробо́йновка (укр. Пробійнівка) — село в Белоберёзской сельской общине Верховинского района Ивано-Франковской области Украины.
Население по переписи 2001 года составляло 373 человека. Занимает площадь 10 км². Почтовый индекс — 78736. Телефонный код — 03432.

## История
В 1946 году указом ПВС УССР село Шикманы переименовано в Пробойновка.